# Беркшейр
Беркшейр (англ. BerkShare) — региональная валюта, имеющая хождение в округе Беркшир штата Массачусетс. Она была запущена 29 сентября 2006 года компанией BerkShares Inc. при содействии исследований и разработок Центра новой экономики им. Шумахера. На веб-сайте BerkShares перечислены около 400 предприятий в округе Беркшир, которые принимают эту валюту. С момента запуска в участвующих филиалах местных банков было выпущено более 10 миллионов беркшейров. Купюры были разработаны Джоном Айзексом и были напечатаны Excelsior Printing на специальной бумаге со встроенными элементами защиты от Crane & Co. Беркшейры привязаны к обменному курсу по отношению к доллару США, тем не менее, Центр Шумахера заявлял о возможности привязки стоимости беркшейров к корзине местных товаров, с целью оградить местную экономику от волатильности экономики США.

## Применение
Беркшейры — это региональная валюта, разработанная и выпущенная для округа Беркшир штата Массачусетс. Согласно веб-сайту BerkShares, жители округа покупают беркшейры в одном из шестнадцати отделений четырех местных банков-участников по цене 95 центов за один беркшейр. Затем предприятия принимают беркшейры по полной стоимости в долларах, дифференцируя бизнес на тех, кто поддерживает ценность этой валюты в отношении местной экономики, экологии, устойчивого развития сообщества, а также создавая пятипроцентную скидку для тех, кто использует валюту. Затем беркшейры можно использовать, пуская их в оборот между предприятиями для покупки на них товаров и услуг, внесения сдачи, выплаты заработной платы или поддержки местных некоммерческих организаций, увеличивая, тем самым, эффект локального мультипликатора инвестиций и поддерживая рециркуляцию стоимости в регионе. Если предприятия имеют излишек беркшейров, они также могут быть возвращены участвующему банку по эквивалентной ставке 95 центов за один беркшейр (т. е. без взимания комиссии за обмен).
К 2020-м годам более 400 местных предприятий принимают беркшейры в качестве пожертвований. Четыре банка-участника предоставляют BerkShares 16 B&M офисов, где жители могут обменять доллары на беркшейры и получить дополнительную информацию о проекте.

## Номиналы
Беркшейры печатаются номиналом в 1, 5, 10, 20 и 50 беркшейров. На своей поверхности они содержат изображения местных жителей.
- На банкноте номиналом в 1 беркшейр используется портрет представителя народа могикан, коренных жителей этого района.
- На банкноте номиналом в 5 беркшейров используется портрет У. Э. Б. Дюбуа, лидера движения за гражданские права, родившегося в Грейт-Баррингтоне[англ.].
- На банкноте номиналом в 10 беркшейров используется портрет Робин Ван Эн[англ.], соучредителя сельскохозяйственного движения.
- На банкноте номиналом в 20 беркшейров используется портрет Германа Мелвилла, автора «Моби Дика», написанного в Питтсфилде штата Массачусетс.
- На банкноте номиналом в 50 беркшейров используется портрет Нормана Роквелла, художника, который жил в Стокбридже штата Массачусетс.

## Цель
Инициатива по выпуску беркшейров направлена на развитие сотрудничества между производителями, предприятиями розничной торговли, некоммерческими организациями, поставщиками услуг и потребителями. Это попытка укрепить местную экономику. Программа также направлена на повышение осведомлённости общественности о важности местной экономики и поощрение оптимизма в отношении перспективы достижения местной экономической самодостаточности.

## Подражание и внимание в СМИ
Ряд других инициатив в отношении местной валюты, таких как тотнисский фунт и льюисский фунт, возможно были разработаны на основе модели беркшейров.
Беркшейры привлекли внимание различных международных СМИ. Сюжеты об этой валюте выкладывали: The New York Times, The Times, ABC News, ABC World News, CBS, BBC, CNN, NBC, CNBC, Reuters, TF1, НТВ, USA Today, Business Week, Associated Press, PBS и Yahoo News.

## Налогообложение
Когда кто-то платит за товары или услуги местными деньгами, доход предприятия облагается налогом. Как и в случае с подарочными картами, применимый налог взимается во время покупки и уплачивается в Налоговое управление США во время погашения продавцом.